# Perilitus debilis
Perilitus debilis är en stekelart som beskrevs av Thomas Vernon Wollaston 1858. Perilitus debilis ingår i släktet Perilitus och familjen bracksteklar. Inga underarter finns listade i Catalogue of Life.